# Mein Kind vom Mars
Mein Kind vom Mars (Martian Child) ist eine US-amerikanische Filmkomödie aus dem Jahr 2007. Regie führte Menno Meyjes, das Drehbuch schrieben Seth Bass und Jonathan Tolins anhand des Romans The Martian Child von David Gerrold aus dem Jahr 2003.

## Handlung
Der verwitwete Science-Fiction-Autor David, der sich seinerzeit zusammen mit seiner Frau um eine Adoption bemüht hatte, erhält überraschenderweise einen Anruf des Heims. Die Betreuerin ist der Ansicht, Dennis, ein Junge der glaubt er komme vom Mars, sei das ideale Kind für ihn. Nach langem Zweifeln und ersten Treffen will er den 8-Jährigen adoptieren. Seine eigene Schwester zweifelt daran, dass der Verwitwete schon mit dieser Herausforderung zurechtkommt.
Es gibt viele anfängliche Probleme. Dennis ist lichtempfindlich und sehr introvertiert. Er stiehlt und wird von der Schule verwiesen. Freunde sind für den Kleinen schwer zu finden. Der normale Alltag, z. B. das Frühstück, wird zum Machtkampf. Der einzige Lichtblick ist eine gute Freundin von David, Harlee. Mit ihrer optimistischen Art macht sie David Mut und unterstützt ihn regelmäßig.
Während David versucht ein Zuhause für Dennis zu schaffen, warten seine Verleger schon sehnsüchtig auf sein neues Buch. David gerät immer mehr unter Druck. Er beginnt ein Buch über die Adoption des kleinen außerirdischen Mitbewohners zu schreiben.
Immer wieder muss David sich mit den Behörden auseinandersetzen und um Dennis kämpfen. Sein Verständnis für Dennis’ Art, mit der Situation umzugehen, stößt bei den Behörden auf Unmut. Erst als Dennis bei einer Anhörung des Jugendamtes zugibt, nur vorgespielt zu haben, er stamme vom Mars, darf er bei David bleiben.
Nach einem heftigen Streit zwischen David und Dennis wegen eines angeblich gestohlenen Führerscheins, spricht Dennis plötzlich wieder 'marsianisch'. Während David bei der Manuskript-Präsentation seines Verlages schwere Kritik einstecken muss, weil er nicht den geforderten Science-Fiction-Trash-Roman geschrieben hat, läuft Dennis weg und will zurück zum Mars. Er hinterlässt aber mit einem selbst gebastelten Diaprojektor einen Hinweis, der David zur Sternwarte führt, wo er Dennis in halsbrecherischer Höhe auf der Kuppel entdeckt, wo dieser auf seine Abholung durch ein Raumschiff wartet. David schafft es, ihm klarzumachen, dass er nie mehr fort muss und nun endlich einen liebenden Vater und ein Zuhause hat. Die beiden haben endlich einen Weg gefunden, miteinander zu leben.
Das Schlussbild zeigt Davids Verlegerin (Anjelica Huston), die im Flugzeug sitzt und zu Tränen gerührt sein Manuskript zu Ende liest.

## Kritiken
Ronnie Scheib lobte in der Zeitschrift Variety vom 24. Oktober 2007 die umwerfenden Darstellungen von John Cusack und Bobby Coleman, die die "geschwollen moralisierende" Handlung erträglich machen würden. Ebenso hob Sheri Linden in der Zeitschrift The Hollywood Reporter die Leistungen der beiden heraus.
Das Lexikon des Internationalen Films urteilt: „Mischung aus stilisiertem Science-Fiction-Märchen und stimmungsvollem Vater-Sohn-Melodram. Die anrührende Geschichte über erzieherische Verantwortung vermeidet naheliegende Weihnachtsklischees und unterhält auch dank gut aufgelegter Darsteller vorzüglich.“

## Hintergründe
Der Film wurde in Vancouver gedreht. Seine Produktionskosten betrugen schätzungsweise 27 Millionen US-Dollar. Der Film startete in den Kinos der USA am 2. November 2007 und in den deutschen Kinos am 8. November 2007. Der Film spielte weltweit 9 Millionen US-Dollar ein.